# Bernhard Aschner
Bernhard Aschner (* 27. Januar 1883 in Wien; † 9. März 1960 in New York City) war ein österreichischer Gynäkologe und Geburtshelfer, Endokrinologe und Medizinhistoriker.

## Leben und Wirken
Die Volksschule und das Gymnasium besuchte Aschner in Wien. Ebenfalls in seiner Heimatstadt studierte er Medizin. Bereits als Student arbeitete Aschner im Anatomischen Institut, wo er von 1903 bis 1907 als Demonstrator tätig war; nach der Approbation war er Volontär in der Medizinischen Universitätsklinik in Wien. 1907 wurde er promoviert. 1907/08 war Aschner „Operationszögling“ an der I. Chirurgischen Universitätsklinik in Wien. 1908 beschrieb Aschner den okulokardialen Reflex. Von 1908 bis 1912 war er Assistent an der I. Universitätsfrauenklinik in Wien. 1912 trat er aus dem Judentum aus. Militärdienst leistete er als Assistenzarzt im k. u. k. Dragonerregiment Nr. 3 in Wien. Ab 1913 war Aschner Assistent in der Universitätsfrauenklinik Halle, im Februar 1914 habilitierte er sich hier für das Fach Gynäkologie und Geburtshilfe.
Wissenschaftlich befasste sich Aschner mit der neuen Frage der Hormone, unter anderem legte er Studien über die Bedeutung der interstitiellen Eierstockdrüse und die Hirnanhangsdrüse (Hypophysis cerebri) vor. Aschner vermutete 1912, dass ein vegetatives Zentrum, ein „Menstruationszentrum“ im Zwischenhirn, einigen Einfluss auf die Genitalsphäre ausübe. Von einem Sexualzentrum im Gehirn spricht Aschner erst 1918.
Kriegsdienst leistete er im Ersten Weltkrieg als Regimentsarzt in Reservespitälern der k. u. k. Armee, ausgezeichnet wurde er mit dem Ritterkreuz des Franz-Josephs-Ordens. 1918 habilitierte sich Aschner an die Universität Wien um. Neben seiner dortigen Tätigkeit als Privatdozent leitete er das Frauenambulatorium am Allgemeinen Krankenhaus.
Noch in den 1930er Jahren behandelte Aschner schizophrene Patienten mit „Aderlaß, Emmenagoga, Brechmittel, Abführmittel, Schwitzbäder, Hydrotherapie und tonisierender Diät“.
Nach dem deutschen Einmarsch und der Annexion Österreichs verlor er wegen seiner jüdischen Herkunft die Lehrbefugnis und emigrierte in die Vereinigten Staaten von Amerika. Er eröffnete eine Praxis in New York und leitete eine Arthritis-Ambulanz an der Stuyvesant Policlinc, später am Lebanon-Hospital. 1945 wurde Aschner eingebürgert. Wissenschaftlich profilierte sich Aschner zunächst auf dem Gebiet der Inneren Sekretion (Endokrinologie), dann als Medizinhistoriker. Zwischen 1926 und 1932 veröffentlichte er eine vierbändige Übersetzung des Paracelsus (Reprint 1975–1984). Bei der Behandlung von Rheuma und Arthrose bevorzugte er historische, humoralpathologische Methoden, seine Schriften erreichten hohe Auflagen und werden bis heute aktualisiert neu herausgegeben („Die neue Aschner-Fibel: Praxis der Humoralmedizin und der ausleitenden Verfahren“, 2001; „Lehrbuch der Konstitutionstherapie“, 10. Auflage 2000). Aschner war Mitherausgeber der „Zeitschrift für biologische Heilweisen“. 1957 erhielt er den Wilhelm-Hufeland-Preis.

## Familie

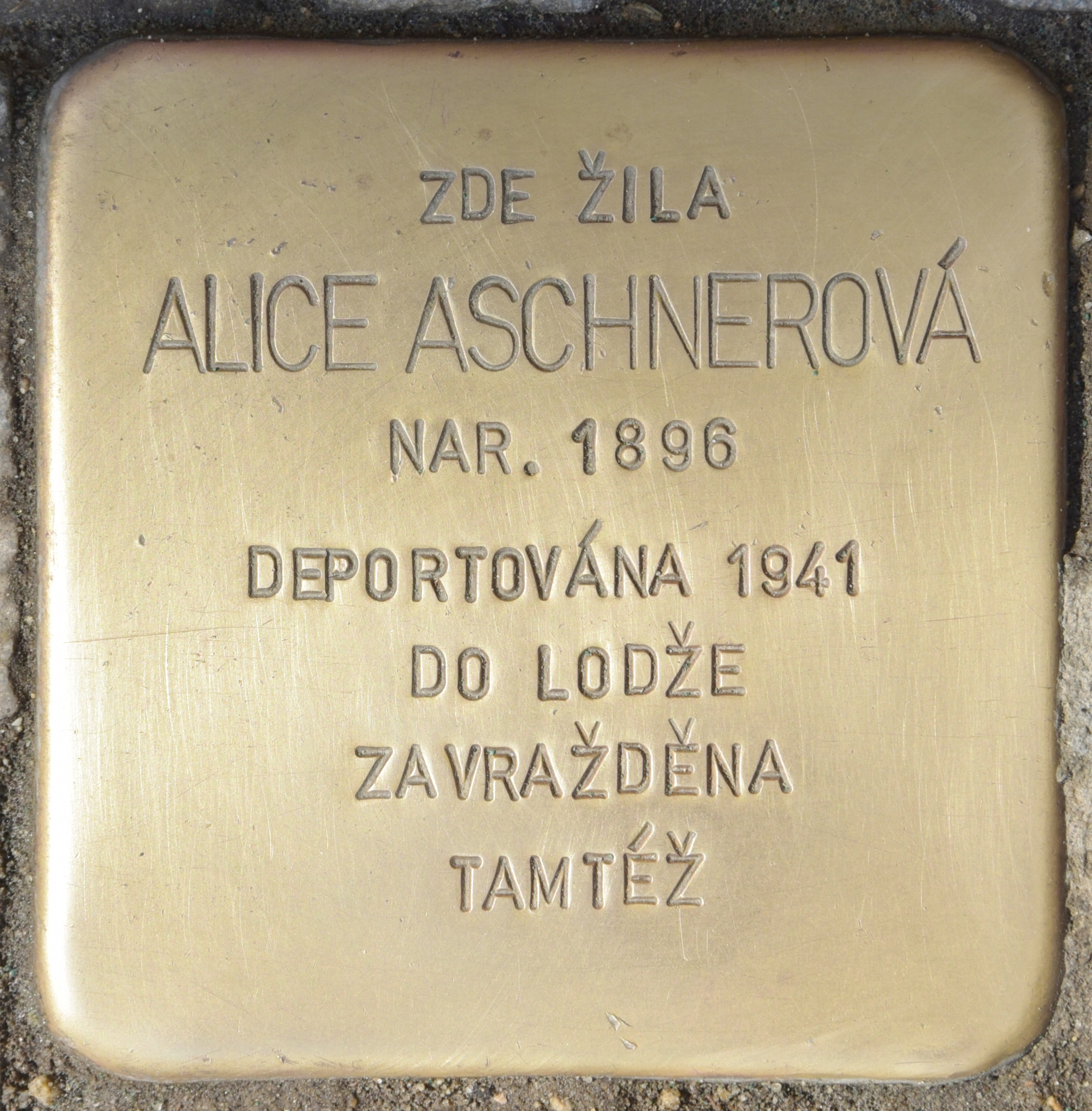

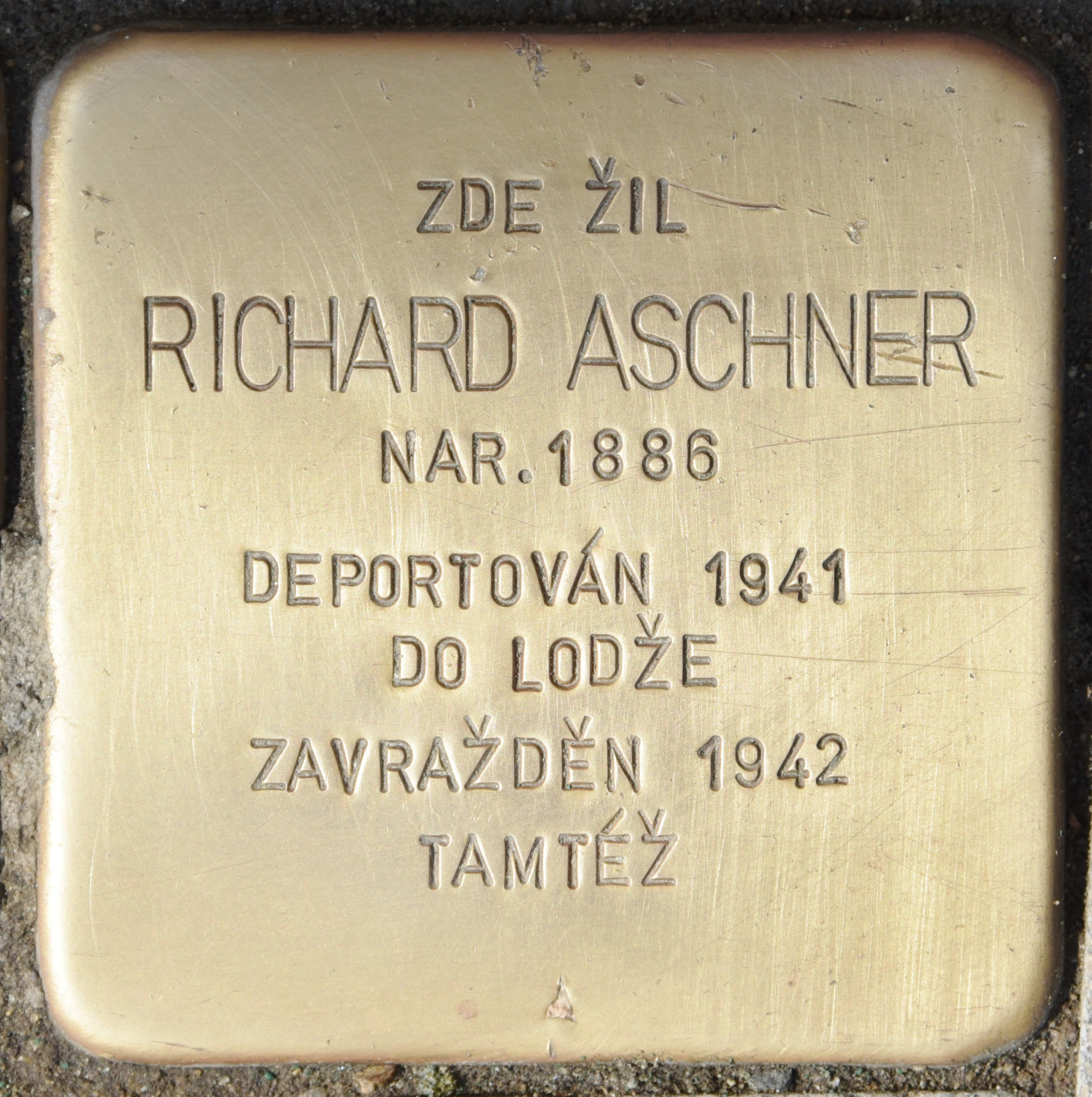

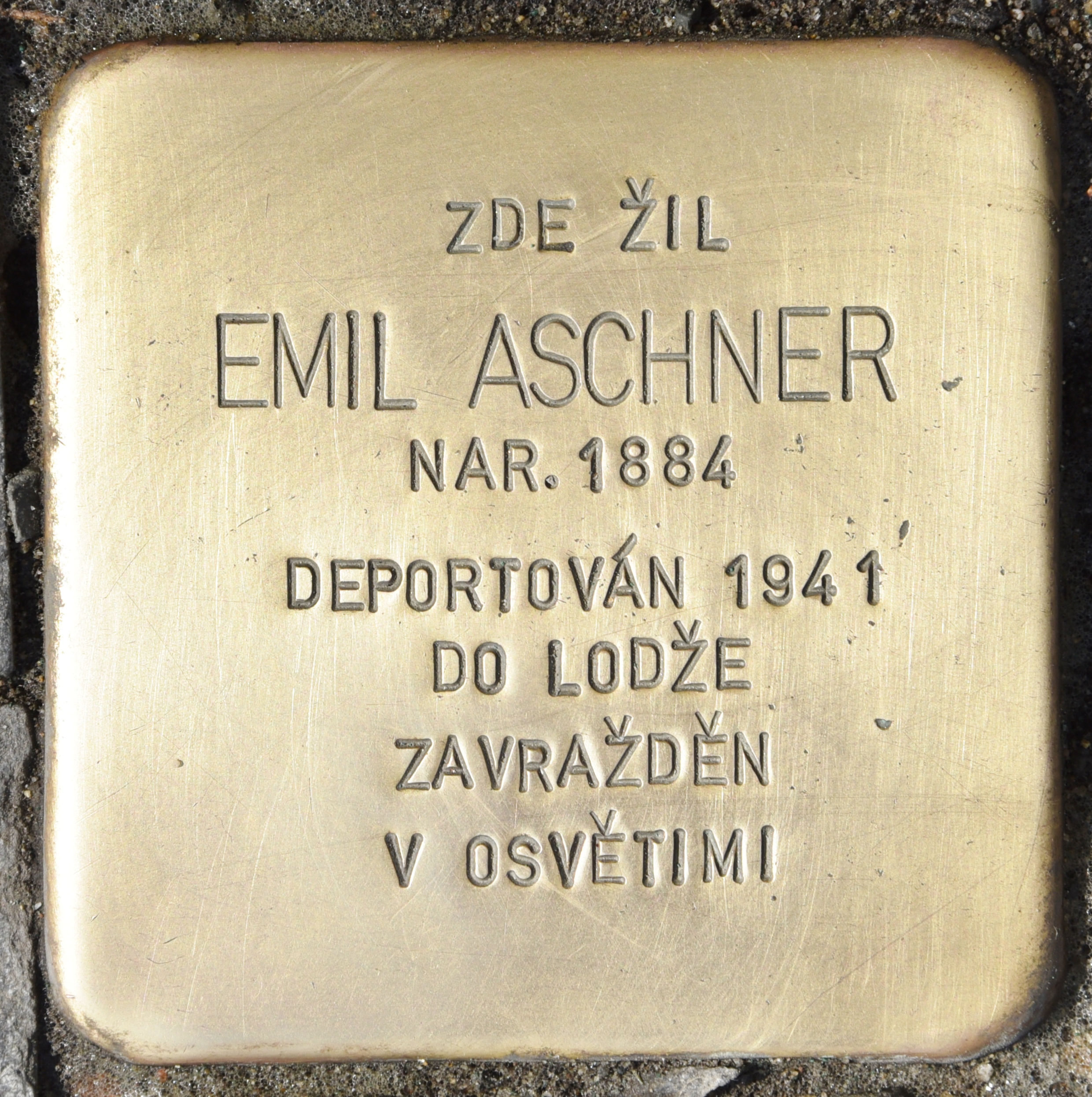

Sein Vater, Samuel Aschner (ca. 1849–1917), war Inhaber einer Hemden- und Unterwäschefabrik in Wien. Seine Mutter war Paula bzw. Pauline geb. Blaustern (1853–1924). Bernhard Aschner hatte vier Brüder. Zwei seiner Brüder, der Ingenieur Emil Aschner (geb. 1884) und Richard Aschner (geb. 1886), sowie Richards Ehefrau Alice geb. Zimbler wurden 1941 vom NS-Regime in Prag verhaftet, in das Ghetto Litzmannstadt verschleppt und in der Folge ermordet. Stolpersteine im Prager Stadtviertel Bubeneč erinnern an ihr Schicksal.

## Veröffentlichungen
- Ueber einen bisher noch nicht beschriebenen Reflex vom Auge auf Kreislauf und Atmung. Verschwinden des Radialispulses bei Druck auf das Auge. Wien Klin Wochenschr 21, 1908, S. 1529
- Die Blutdrüsenerkrankungen des Weibes und ihre Beziehungen zur Gynäkologie und Geburtshilfe. Bergmann, Wiesbaden 1918
- Die Konstitution der Frau und ihre Beziehungen zur Geburtshilfe und Gynäkologie. Bergmann, München 1924
- Beziehungen der Drüsen mit innerer Sekretion zum weiblichen Genitale. In: Halban, Josef und Seitz, Ludwig (Hrsg.), Biologie und Pathologie des Weibes. Urban & Schwarzenberg, Berlin, Wien, Bd. I, 1924, S. 635–760.
- Technik der experimentellen Untersuchungen an der Hypophyse und am Zwischenhirn. In: Abderhalden, Emil (Hrsg.) Handbuch der biologischen Arbeitsmethoden. Lieferung 129, Abt. 5, Teil 3B, Heft 2, Urban & Schwarzenberg, Berlin, Wien 1924, S. 125–148.
- Gynäkologie und Innere Sekretion. Novak, Budapest-Leipzig 1927
- Die Krise der Medizin. Konstitutionstherapie als Ausweg. Bernhard Aschner. Hippokrates, Stuttgart, Leipzig, Zürich. 1928
- Lehrbuch der Konstitutionstherapie. Hippokrates, 1933
- Heilerfolge der Konstitutionstherapie bei weiblichen Geisteskranken insbesondere bei Schizophrenie. Hippokrates, Stuttgart 1933
- Der Arzt als Schicksal. Wohin führt die Medizin? A. Müller, Zürich 1939
- Neohippocratism in Every Day Practice. In: Bulletin of the History of Medicine, Baltimore, Band 10 (1941), No 2 S.
- The utilitaristic approach to the History of Medicine. (What can the practising physician learn from historical methods of healing?) In: Bulletin of the History of Medicine, Baltimore, Band 13 (1943), S. 291–299
- Trost und Hilfe für Rheumakranke. Die derzeit erfolgreichste Behandlung des Gelenkrheumas. Reinhardt, München 1959
- Technik der Konstitutionstherapie. Haug, 1961
- Befreiung der Medizin vom Dogma. Nachlass geordnet, ergänzt und herausgegeben von Albert W. Bauer. 2. Aufl., Karl F. Haug, Heidelberg 1981.
- Paracelsus Sämtliche Werke in 4 Bänden. 1930, Anger, 1993